# Winnie ille Pu
Winnie ille Pu (рус. Винни-славный-Пух, Винни-тот-самый-Пух) — перевод книги Алана Милна «Винни-Пух» на латинский язык, вышедший в 1958 году и весьма в то время популярный. Сделал его Александр Ленард, венгерский врач, писатель и переводчик, живший в Бразилии. Её успех вдохновил на перевод на латынь ряда других детских книг. Winnie ille Pu стал первой книгой не на английском языке, вошедшей в список бестселлеров по версии The New York Times.
На обложке ряда изданий Винни изображён в одеянии римского центуриона с коротким мечом в левой лапке.

## Написание и публикация
Ленард преподавал в шахтёрском посёлке в Бразилии, когда начал переводить Винни-Пуха. Его мотивировал предыдущий опыт: он учил английскому языку мальчика в Риме, используя в качестве пособия оригинал «Винни-Пуха». Ленарда уволили с преподавательской работы, когда он ещё работал над переводом, и он продолжал работать из Сан-Паулу. Издатели скептически отнеслись к потенциалу книги, и Ленард самостоятельно выпустил первый тираж в 1958 году.

## Влияние
Успех Winnie ille Pu подстегнул дальнейший интерес к переводу детских книг на латынь. За пять лет после выхода книги на латынь были переведены «Сказка о Кролике Питере», «Маленький принц» и «Приключения Алисы в Стране чудес». Однако после этого кратковременного возрождения энтузиазм к переводу на латынь постепенно пошёл на спад.